# Diocèse de Chicoutimi
Le diocèse de Chicoutimi est un diocèse de l'Église catholique au Québec au Canada. Son siège est la cathédrale Saint-François-Xavier de Chicoutimi. Il a été érigé canoniquement le 28 mai 1878 par le pape Léon XIII à partir de l'archidiocèse de Québec dont il est maintenant le suffragant. Depuis 2017, son évêque est René Guay. Le territoire du diocèse inclut la région du Saguenay–Lac-Saint-Jean au nord du fleuve Saint-Laurent.

## Description

Logo du diocèse

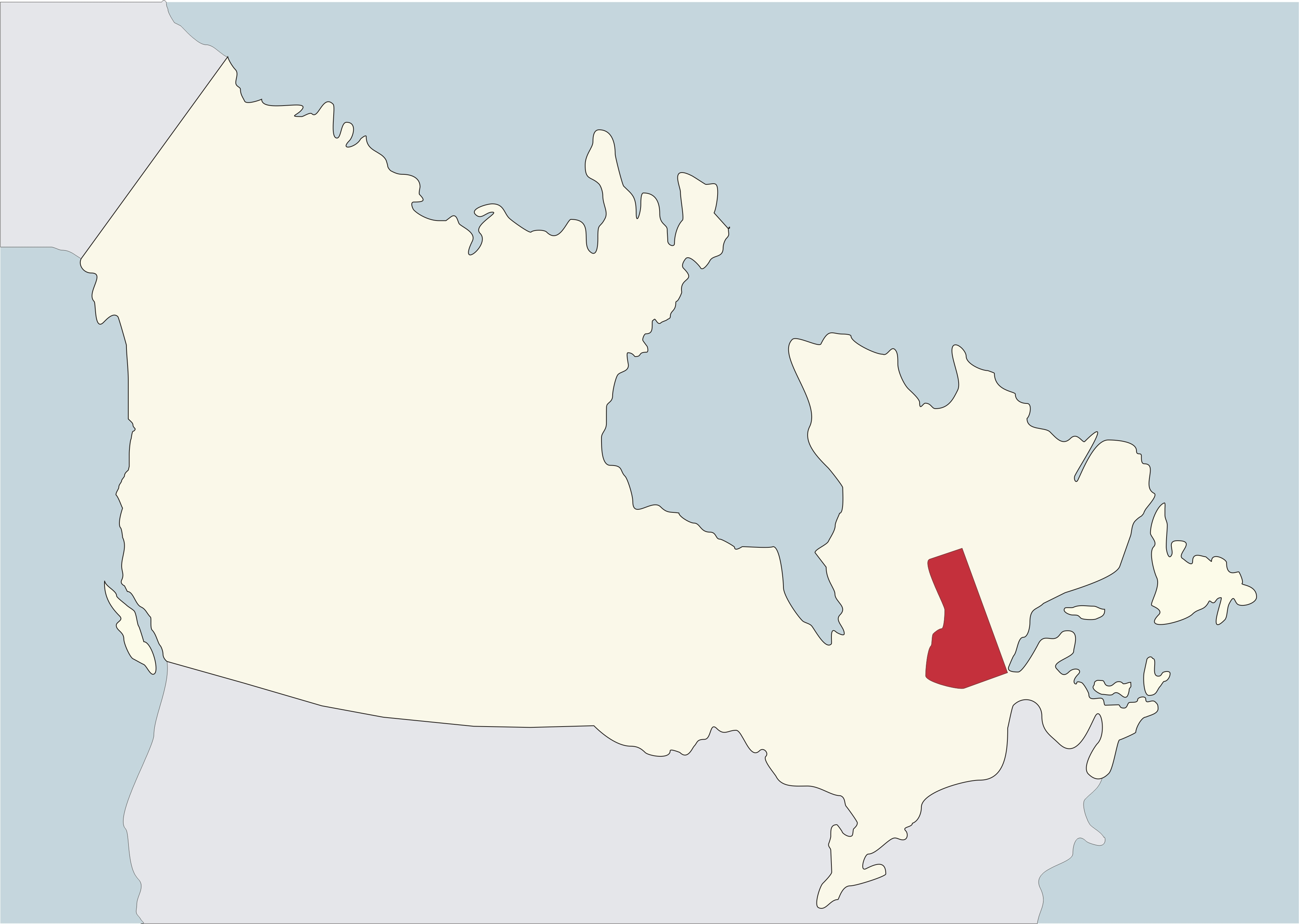
Carte du diocèse de Chicoutimi

Le diocèse de Chicoutimi est l'une des 21 juridictions de l'Église catholique au Québec au Canada. Son siège épiscopal est la cathédrale Saint-François-Xavier de Chicoutimi,. Il est suffragant de l'archidiocèse de Québec,. Depuis 2017, son évêque est René Guay,,.
Le territoire du diocèse de Chicoutimi s'étend sur 91 150 km2 dans la région du Saguenay–Lac-Saint-Jean au nord du fleuve Saint-Laurent,. Il est contigu au diocèse d'Amos à l'ouest, au diocèse de Baie-Comeau au nord-est, à l'archidiocèse de Rimouski à l'est ainsi qu'à l'archidiocèse de Québec et le diocèse de Trois-Rivières au sud. En 2016, il comprend 65 paroisses réparties en deux régions épiscopales : le Saguenay et le Lac-Saint-Jean.
En 2016, le diocèse de Chicoutimi comprend une population de 275 000 catholiques desservie par un total de 133 prêtres et 43 diacres permanents.
Le diocèse de Chicoutimi comporte un monastère, le monastère de Mistassini, qui abrite les pères trappistes, se trouvant à Dolbeau-Mistassini.
Le saint patron du diocèse est saint François-Xavier dont la fête est le 3 décembre.

## Histoire

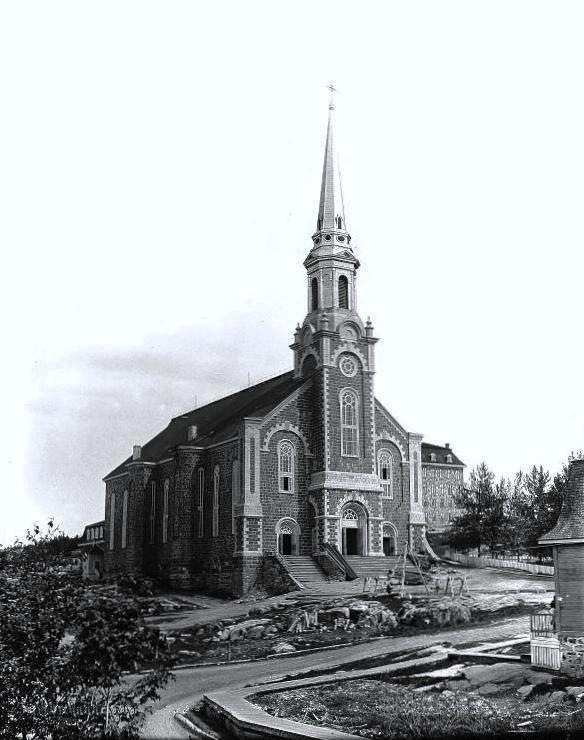
L'ancienne église de Chicoutimi vers 1890

Le diocèse de Chicoutimi a été érigé canoniquement le 28 mai 1878 par le pape Léon XIII. Auparavant, son territoire faisait partie de l'archidiocèse de Québec,.
Le 15 août 1873, le Grand Séminaire de Chicoutimi est fondé. En 1974, celui-ci fait l'acquisition du pavillon Duchesne de l'UQAC, où il est toujours en opération.
En 2005, les jeunes de Chicoutimi ont pu aller aux Journées mondiales de la jeunesse (JMJ) de 2005.
Le 31 mai 2007, Obedjiwan, une réserve atikamekw, qui faisait partie du diocèse d'Amos, a été transférée au diocèse de Chicoutimi.
En 2015, dans le cadre de l'affaire Paul-André Harvey et diocèse de Chicoutimi, le prêtre Paul-André Harvey est condamné à six ans de prison pour des agressions sexuelles de 39 enfants et d'une jeune femme entre 1963 et 1987. Les assureurs du diocèse de Chicoutimi doivent verser 13,75 millions de dollars aux victimes inscrites au recours collectif.

## Évêques

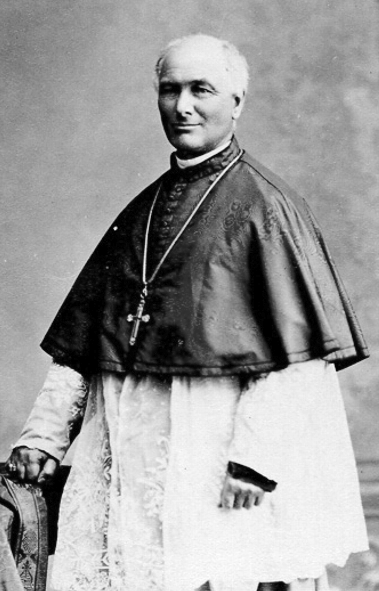
Dominique Racine, premier évêque de Chicoutimi

| # | Nom                        | Dates                           |
| - | -------------------------- | ------------------------------- |
| 1 | Dominique Racine           | 28 mai 1878 - 28 janvier 1888   |
| 2 | Louis-Nazaire Bégin        | 1er octobre 1888 - 22 mars 1892 |
| 3 | Michel-Thomas Labrecque    | 8 avril 1892 - 11 novembre 1927 |
| 4 | Charles-Antonelli Lamarche | 17 août 1928 - 29 janvier 1940  |
| 5 | Georges-Arthur Melançon    | 31 mai 1940 - 18 février 1961   |
| 6 | Marius Paré                | 18 février 1961 - 5 avril 1979  |
| 7 | Jean-Guy Couture           | 5 avril 1979 - 19 juin 2004     |
| 8 | André Rivest               | 19 juin 2004 - 18 novembre 2017 |
| 9 | René Guay                  | Depuis le 18 novembre 2017      |

| Nom         | Dates                            |
| ----------- | -------------------------------- |
| Marius Paré | 6 février 1960 - 18 février 1961 |

| Nom            | Dates                           |
| -------------- | ------------------------------- |
| Marius Paré    | 7 février 1956 - 6 février 1960 |
| Roch Pedneault | 10 mai 1974 - 15 juin 2002      |

## Liste des églises
- L'Ascension-de-Notre-Seigneur de L'Ascension-de-Notre-Seigneur
- Notre-Dame-de-l'Assomption d'Hébertville
- Notre-Dame-de-l'Éternité de Rivière-Éternité
- Notre-Dame-de-l'Immaculée-Conception de Laterrière
- Notre-Dame-de-La-Doré de La Doré
- Notre-Dame-de-la-Paix de Jonquière
- Notre-Dame-de-Lorette de Notre-Dame-de-Lorette
- Notre-Dame-de-Lourdes de Girardville
- Notre-Dame-du-Lac-Saint-Jean de Roberval
- Notre-Dame-du-Perpétuel-Secours de Desbiens
- Notre-Dame-du-Rosaire de Lamarche
- Notre-Dame-du-Royaume de Chicoutimi
- Sacré-Cœur de Chicoutimi
- Saint-Alexis de La Baie
- Saint-Alphonse de La Baie
- Saint-André-Apôtre de Saint-André-du-Lac-Saint-Jean
- Sainte-Anne de Chicoutimi-Nord
- Saint-Antoine-de-Padoue de Saint-Gédéon
- Saint-Augustin de Saint-Augustin d'Almas
- Saint-Bruno
- Saint-Charles-Borromée de Saint-Ambroise
- Saint-Cœur-de-Marie d'Alma
- Sainte-Croix de Métabetchouan-Lac-à-la-Croix
- Saint-Cyrille de Normandin
- Saint-David de Falardeau
- Saint-Dominique de Jonquière
- Saint-Edmond-les-Plaines
- Saint-Édouard de Péribonka
- Sainte-Élisabeth-de-Proulx
- Saint-Eugène de Saint-Eugène-d'Argentenay
- Sainte-Famille de Jonquière
- Saint-Félicien de Saint-Félicien
- Saint-Félix-d'Otis
- Saint-François-d'Assise de Petit-Saguenay
- Saint-François-de-Sales
- Saint-François-Xavier de Chicoutimi
- Saint-Gabriel-Lalement de Ferland-Boileau
- Saint-Gérard-Majella de Larouche
- Saint-Henri-de-Taillon
- Saint-Honoré de Saint-Honoré
- Saint-Isidore de Chicoutimi
- Saint-Jean-Baptiste de L'Anse-Saint-Jean
- Saint-Jean-l'Évangéliste de Bégin
- Sainte-Jeanne-d'Arc
- Saint-Jérôme de Métabetchouan-Lac-à-la-Croix
- Saint-Joseph d'Alma
- Sainte-Kateri-Tekakwitha de Mashteuiatsh
- Saint-Léon de Labrecque
- Saint-Louis de Chambord
- Sainte-Lucie d'Albanel
- Saint-Ludger-de-Milot
- Sainte-Marguerite-Marie de Dolbeau-Mistassini
- Saint-Méthode
- Saint-Michel  de Dolbeau-Mistassini
- Sainte-Monique
- Saint-Nazaire
- Saint-Philippe de Jonquière
- Saint-Prime
- Saint-Sacrement d'Alma
- Saint-Stanislas
- Sainte-Thérèse-d'Avila de Dolbeau-Mistassini
- Sainte-Thérèse-de-l'Enfant-Jésus de Jonquière
- Saint-Thomas-d'Aquin de Lac-Bouchette
- Saint-Thomas-Didyme
- Saint-Wilbrod d'Hébertville-Station

## Églises
| Églises                                                                                        | Année(s) de construction | Architecte(s)       | Ville                   |
| Saint-Dominique                                                                                | 1912-1914                | René-Pamphile Lemay | Jonquière (Saguenay)    |
| Saint-Raphaël                                                                                  | 1959-1960                | Évans Saint-Gelais  | Jonquière (Saguenay)    |
| Saint-Cyriac                                                                                   | 1902-1905                | Herménégilde Morin  | Lac-Kénogami (Saguenay) |
| Saint-Albert-le-Grand                                                                          | 1957-1958                | Sylvio Brassard     | Jonquière (Saguenay)    |
| Parvis                                                                                         | 1975-1976                | Francis Bouchard    | Jonquière (Saguenay)    |
| Saint-Georges                                                                                  | 1958-1959                | Sylvio Brassard     | Jonquière (Saguenay)    |
| Saint-Gérard-Majella                                                                           | 1960                     | Évans Saint-Gelais  | Larouche                |
| Saint-Matthieu (Sainte-Famille)                                                                | 1929-1931                | J.Omer Marchand     | Kénogami (Saguenay)     |
| Sainte-Marie-Médiatrice (Notre-Dame-de-la-Paix)                                                | 1945-1946                |                     | Jonquière (Saguenay)    |
| Notre-Dame-de-Fatima                                                                           | 1962-1963                | Paul-Marie Côté     | Jonquière (Saguenay)    |
| Saint-Laurent                                                                                  | 1938-1939                | Léonce Desgagné     | Jonquière (Saguenay)    |
| Sainte-Cécile                                                                                  | 1949-1950                | Alfred Lamontagne   | Kénogami (Saguenay)     |
| Église Saint Andrew and Saint John ( L'Église alliance chrétienne et missionnaire du Saguenay) | 1926                     |                     | Kénogami (Saguenay)     |

## Ordres religieux dans l'histoire du diocèse

### Communautés religieuses
- Capucins
- Pères maristes
- Missionnaires d'Afrique - Pères blancs
- Montfortains
- Oblats de Marie-Immaculée
- Trappistes - Ordre cistercien de la stricte observance
- Religieux de Saint-Vincent-de-Paul
- Frères de l'instruction chrétienne
- Frères maristes
- Augustines de la Miséricorde de Jésus
- Carmélites déchaussées
- Congrégation de Notre-Dame
- Sœurs de Notre-Dame du Bon-Conseil de Chicoutimi
- Servantes du Très-Saint-Sacrement

## Archives
Une collection constituée des feuillets paroissiaux des paroisses du diocèse de Chicoutimi se trouve à la Société historique du Saguenay.